# Landratsbezirk Butzbach
Der Landratsbezirk Butzbach war ein Landratsbezirk im Großherzogtum Hessen, der 1829 in Landratsbezirk Friedberg umbenannt wurde. Er bestand von 1821 bis 1832.

## Geschichte

### Entstehung
Im Zuge einer Verwaltungsreform im Großherzogtum wurden 1821 auch auf unterer Ebene Rechtsprechung und Verwaltung getrennt und die überkommenen Ämter in Landratsbezirken – zuständig für die Verwaltung – und Landgerichtsbezirken – zuständig für die Rechtsprechung – neu organisiert. Der Landratsbezirk Butzbach entstand dabei aus:
- dem Amt Butzbach,
- dem Amt Friedberg, samt dem Amt Burg Friedberg, ausschließlich des Domanialanteils an Burg-Gräfenrode,
- den Kondominaten Münzenberg und Trais-Münzenberg und
- den Patrimonialgerichten
  - Langenhain und Ziegenberg (Freiherren Löw von Steinfurth),
  - Patrimonialgericht Steinfurth und Wisselsheim (Freiherren Löw von Steinfurth),
  - Ober- und Unter-Florstadt (Freiherren Löw von Steinfurth),
  - Melbach (Freiherren von Wetzel, genannt von Carben),
  - Beienheim (Freiherren von Rau zu Holzhausen) und
  - Ockstadt (Freiherren von Frankenstein).

1821 bestand die Patrimonialgerichtsbarkeit des Adels in den genannten Teilen des Landratsamts Butzbach noch in vollem Umfang. Im Gegensatz zu der Bezeichnung waren damit auch Rechte im Bereich der Öffentlichen Sicherheit und Ordnung verbunden. Dies stellte ein Ärgernis für den Staat da, der auf sein Gewaltmonopol und eine ungeteilte staatliche Hoheit bedacht sein musste.

### Entwicklung
Der Staat versuchte deshalb, die hoheitlichen Rechte der Patrimonialgerichtsherren zu übernehmen, was in zwei Fällen durch den Kompromiss gelang, dass der Staat zwar die Aufgabe übernahm, sie aber im Namen der jeweiligen Patrimonialgerichtsherren ausübte. Derartige Abkommen wurden geschlossen für:
- Mehlbach: 1822[2] und
- Ockstadt: 1822.[3]
- In Beienheim 1823 gelang ein solches Abkommen zwar auch,[4] hier gab es allerdings bei der Durchführung Schwierigkeiten, so dass die Übernahme der entsprechenden Rechte und Pflichten durch den Staat suspendiert wurde und erst 1831 zustande kam.[5]

- Weiter verzichtete 1822 die Familie Löw von Steinfurth darauf, die Aufgaben im Bereich der Öffentlichen Sicherheit und Ordnung wahrzunehmen, so dass diese Aufgabe der Staat (im eigenen Namen) übernahm.[6]

1829 wurde der Sitz des Landrates von Butzbach nach Friedberg verlegt und die Bezeichnung des Landratsbezirks in Landratsbezirk Friedberg geändert.
Landräte
1824–1830 Johann Christoph Trapp (1768-1830), Vater des späteren Kreisrates von Friedberg, Adolf Karl Friedrich Wilhelm Trapp.

### Ende
In einer Gebietsreform 1832 wurden die Landratsbezirke aufgelöst und zu größeren Kreisen zusammengelegt. Deren Zuschnitt wurde kurz darauf mit einer weiteren Verordnung festgelegt, wobei die Landratsbezirke Friedberg und Vilbel zum Kreis Friedberg vereinigt wurden.

### Landräte
- 1830–1832 Ferdinand von Stein[11]